# Mersa Fatma
Mersa Fatma est une ville d'Érythrée située dans la Région du Semien-Keih-Bahri et dans le district de Ghelalo. Au recensement de 2000, la ville compte près de 11 400 habitants. Mersa Fatma se trouve au bord de la mer Rouge à 156 km d'Asmara, la capitale.